# La Vie nouvelle
La Vie nouvelle és una pel·lícula experimental francesa del 2002 dirigida per Philippe Grandrieux i protagonitzada per Zachary Knighton i Anna Mouglalis.

## Argument
Seymour, un jove soldat nord-americà destinat a Kosovo va a la ciutat de Sofia en uns dies de permís. Hi arriba en autobús, de nit, acompanyat, a més d'altres soldats nord-americans, de Roscoe (que hi va a comprar homes i dones). Seymour es queda amb altres soldats a l'Hotel Rodina, una espècie de bordell estatal. Allà coneix a Melainia, una jove i misteriosa prostituta ucraïnesa de la que s'enamora obsessivament i a la que se'n vol emportar amb ell als Estats Units; però haurà de pagar un preu molt alt per a comprar-la al seu proxeneta Boyan.

### Escrits en anglès
- Beugnet, Martine. (2005) 'Evil and the senses: Philippe Grandrieux's Sombre and La Vie nouvelle ', Studies in French Cinema, 5(3), pàg. 175–184. https://doi.org/10.1386/sfci.5.3.175/1.
- Beugnet, Martine. (2007) Cinema and sensation: French film and the art of transgression. Edimburg: Edinburgh University Press.
- Chamarette, Jenny. (2013) Phenomenology and the future of film: rethinking subjectivity beyond French cinema. Basingstoke: Palgrave Macmillan. [Vegeu el capítol 5: Threatened Corporealities: Thinking with the Films of Philippe Grandrieux]
- Goddard, Michael. (2011) 'Eastern Extreme: The Presentation of Eastern Europe as a Site of Monstrosity in La Vie nouvelle and Import/Export ', a Tanya Horeck i Tina Kendall (eds) The New Extremism in Cinema: From France to Europe. Edimburg: Edinburgh University Press, pàgs. 82–92.
- Hange, Greg. (2007) 'Le corps concret: Of bodily and filmic material excess in Philippe Grandrieux’s cinema’, Australian Journal of French Studies, 44(2), pp. 153–171. http://dx.doi.org/10.3828/AJFS.44.2.153 .
- Hange, Greg. (2008) '‘L’Invention du Troisième Peuple: The Utopian vision of Philippe Grandrieux’s dystopias', in J. West-Sooby (ed.) Nowhere is perfect: French and Francophone utopias/dystopias. Newark, DE: University of Delaware Press, pàgs. 228–239.
- Hange, Greg. (2017) Philippe Grandrieux: Sonic Cinema . Nova York; Londres: Bloomsbury Academic (Ex:centrics).
- Ladegaard, Jakob. (2014) ‘Spatial Affects: Body and Space in Philippe Grandrieux’s La Vie nouvelle’, in L. Sætre, P. Lombardo, and J. Zanetta (eds) Exploring text and emotions. Aarhus, Dinamarca: Aarhus University Press, pàgs. 151–176.
- Martín, Adrià. (2004) ‘Dance Girl Dance: Philippe Grandrieux’s La Vie nouvelle (The New Life, 2002)’, Kinoeye, 4(3). http://www.kinoeye.org/04/03/martin03.php
- Watkins, Raymond. (2016) 'Robert Bresson's Heirs: Bruno Dumont, Philippe Grandrieux, and French Cinema of Sensation', Quarterly Review of Film and Video, 33(8), pàg. 761–776. https://doi.org/10.1080/10509208.2016.1191895.

### Escrits en francès
- Brénez, Nicole. (ed.) (2005) La vie nouvelle, nouvelle vision: à propos d'un film de Philippe Grandrieux . París: Scheer.

### Escrits en alemany
- Morsch, Thomas. (2011) Medienästhetik des Films: verkörperte Wahrnehmung und ästhetische Erfahrung im Kino . Munic: Wilhelm Fink.
- Bous, Nicolas. (2019) 'Das sensorische Bild: Instabile Wahrnehmungsrelationen im Kino von Philippe Grandrieux', a C. Voss, K. Krtilova i L. Engell (eds) Medienanthropologische Szenen . Leiden, Països Baixos: Brill | Fink, pàgs. 183–203. Disponible a: {{format ref}} https://doi.org/10.30965/9783770561971_013.
- Stiglegger, Marcus. (2012) 'Haptische Bilder: Das performative Körperkino von Philippe Grandrieux', a I. Ritzer i M. Stiglegger (eds) Global Bodies: Mediale Repräsentationen des Körpers . Berlín: Bertz + Fischer, pàgs. 42–54.